# 涂凤书
涂凤书（1874年—1940年）字子厚，名起敦，晚号石城山人，四川省云阳县北岸崇善里小江甲（今重庆市云阳县双江镇）人。清末民初官员。

## 生平
涂凤书自幼随父亲学习六经，父亲去世后，随云阳名儒旷琢章学习。后来入成都凤鸣书院，和同学张澜为好友。光绪二十九年（1903年）中举人。后曾任云阳县立中高合校校长。到北京后被任命为内阁中书。
光绪三十二年（1906年），任黑龙江龙江府知府。宣统三年（1911年），升任黑龙江提学使司提学使。中华民国成立后，历任黑龙江教育司司长、政务厅厅长、黑龙江通志局局长等职。
民国五年（1916年）到北京，历任国务院秘书、国务院参议、高等文官甄用委员会委员、高等文官惩戒委员会委员，后来出任国史编纂处处长。北洋政府倒台后，涂凤书去职，在家著书。
返回云阳县后，涂凤书和云阳县人彭聚星、刘贞安等共同编纂民国《云阳县志》，经涂凤书筹资，于民国二十四年（1935年）在北平出版。

## 著作
- 《石城山人文集》
- 《石城山人诗集》
- 《石城山人年谱》[2]